# Silly Symphonies
Vous lisez un « article de qualité » labellisé en 2008.  Il fait partie d'un « bon thème ».
Les Silly Symphonies (littéralement « Symphonies folles » ou « idiotes ») sont une série de courts métrages d'animation produits entre 1929 et 1939 par les studios Disney. Contrairement aux dessins animés mettant en scène Mickey Mouse, Donald Duck, Dingo ou encore Pluto, les Silly Symphonies n'ont pas de personnages récurrents à quelques exceptions près, comme Les Trois Petits Cochons, Le Lièvre et la Tortue et certains films avec Pluto. Les histoires prennent principalement leurs sources dans les contes populaires européens et américains.
Les noms des séries animées des studios concurrents Warner Bros., Looney Tunes (« Airs lunatiques ») et Merrie Melodies (« Joyeuses mélodies »), sont directement inspirés du concept de Disney.

## Historique

### Genèse

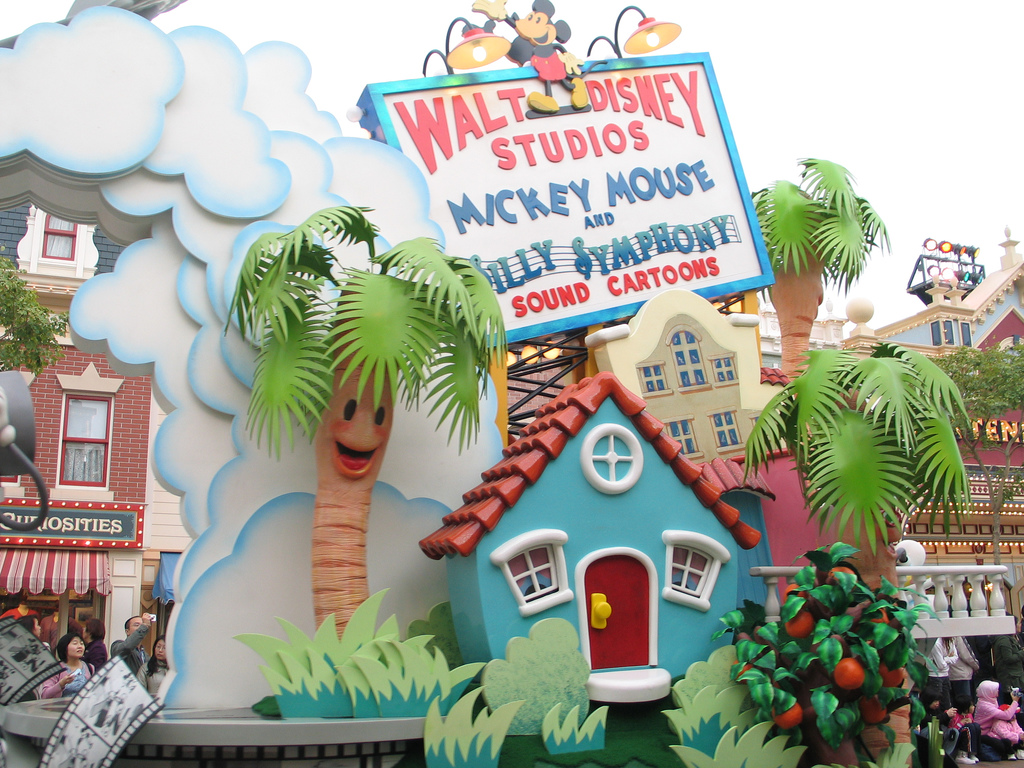
Char de parade à Hong Kong Disneyland rendant hommage aux Silly Symphonies.

La paternité des Silly Symphonies est souvent attribuée au compositeur Carl W. Stalling,,, engagé par les studios Disney pour réaliser les bandes sonores de deux des premiers films de Mickey Mouse, Plane Crazy et Mickey gaucho (The Gallopin' Gaucho). Stalling était une connaissance de Walt Disney lorsqu'il travaillait dans le studio Kansas City Film Ad Company à Kansas City au début des années 1920. Les premières mentions de cette nouvelle série d'animation apparaissent dans deux lettres écrites par Walt à son frère Roy et à Ub Iwerks. La première lettre, datée du 20 septembre 1928, parle d'une « nouvelle musicale » en animation. La seconde, trois jours plus tard, détaille un peu plus l'idée et donne le scénario de base d'un nouveau film, une danse de squelette dans un cimetière, qui deviendra La Danse macabre (1929).. Il suggère une farce macabre associée à la Marche des Trolls (op. 54-3, 1893) d'Edvard Grieg.
L'idée de ce film se transforme rapidement en une série dans l'esprit de Walt Disney, série qui permettait de s'affranchir d'un héros récurrent. Le lancement des Silly Symphonies se fait moins d'un an après celle de Mickey Mouse, et moins de deux ans après la série Oswald le lapin chanceux. Pour ce faire, Walt Disney signe un contrat de distribution avec Columbia Pictures, et non avec Pat Power, distributeur de Mickey Mouse. C'est malgré tout avec le procédé Cinéphone de Pat Powers que furent enregistrées les six premières Silly Symphonies.
La Danse macabre est testée en pré-projection au Carthay Circle Theater en juin 1929 à Los Angeles en première partie des Quatre Diables, de Friedrich Wilhelm Murnau. À la suite de cet essai fructueux, la société Columbia Pictures accepte de produire la série Silly Symphonies. Cette série élargit sans conteste les possibilités d'animation mais les directeurs de cinéma étaient circonspects et préféraient l'argent issu des Mickey Mouse. C'est pour cette raison que les premières Silly Symphonies comportaient la mention Mickey Mouse presents a Walt Disney Silly Symphony.

### 1929 à 1931: une série innovante et de qualité
La principale particularité associable à la série est la qualité des réalisations, que ce soit l'animation, la musique ou le scénario. Russell Merritt et J.B. Kaufman, spécialistes du monde de Walt Disney et auteurs de plusieurs ouvrages de référence, assimilent les Silly Symphonies à la collection « haute couture » des studios Disney. C'est en quelque sorte le fil conducteur de la série.  La critique est semble-t-il unanime sur la qualité des Silly Symphonies, comme l'atteste la fiche consacrée à la série de La Revue du cinéma : « Comme la danse, la musique, la poésie, les Silly Symphonies ne se racontent pas. Ce n'est que rythmes, floraison de prodiges, tout un monde merveilleux qui ne vit que de gestes, de bonds joyeux... »
En raison de cette qualité, la série a reçu un Oscar du meilleur court métrage d'animation à chaque cérémonie entre 1932 et 1939, année de l'arrêt de la série officielle.

#### Musique
À l'instar de la série Mickey Mouse, les Silly Symphonies utilisent le principe de bande sonore synchronisée, initié avec le premier Mickey Mouse : Steamboat Willie (1928). D'après Alain Duchêne, « Walt, en synchronisant la musique et les mouvements sonores à l’image et à l’action […] dans ce court métrage (sorti sur les écrans en novembre 1928), réalise un investissement à plus long terme ». La partition musicale comprend des index associés à des séquences-clefs d'animation, principe dont la paternité est attribuée à Wilfred Jackson. Sans ce système de synchronisation, l'animation des courts métrages de Disney n'aurait pas ce style musical distinctif. Walt Disney avait signé un contrat avec Pat Powers pour utiliser son système, le Cinéphone.
En raison de cette capacité musicale, de nombreux courts métrages de cette série sont basés sur des danses. Au début les musiques sont simplement juxtaposées (La Danse macabre), mais petit à petit les extraits sonores se suivent et des musiques originales permettent soit de faire des transitions, soit d'animer des séquences pour lesquelles les compositions passées ne correspondent pas. La série utilise un florilège de thèmes musicaux plus ou moins connus. Dans Nuit (1930), la sonate Clair de lune de Beethoven est associée à une valse de Strauss, une musique populaire et un ragtime de Paul Lincke.
Alors que la population subit les conséquences désastreuses de la crise économique de 1929, ces divertissements musicaux propulsent Walt au rang de symbole pour la nation américaine. Ce succès pousse alors d'autres studios à imiter les Silly Symphonies (Cf. ce chapitre). Martial Robert va plus loin en rapprochant cette "première" utilisation de l'image et du son par les Silly Symphonies à la télévision, la série étant pour lui un précurseur du nouveau média, le film Fantasia, devenant une nouvelle tentative de rapprochement entre la musique et l'image.
Au début des années 1930, Walt Disney découvre un autre système sonore : le Photophone, développé par RCA dès la fin des années 1920. Il constate que ce procédé a un rendu de meilleure qualité que le Cinephone. En 1931, il commence à négocier avec RCA pour utiliser le procédé, mais en raison de ses contrats avec Power, ce n'est que fin 1932 qu'il applique ce système à ses films. La Parade des nommés aux Oscars 1932 (18 novembre 1932) est le premier court métrage de Disney à utiliser le système RCA Photophone. Il sera suivi par L'Atelier du père Noël (10 décembre 1932), première Silly Symphony et Bâtissons (7 janvier 1933), premier Mickey Mouse à l'utiliser.
Peu après la sortie du court métrage Les Trois Petits Cochons (mai 1933), Roy Oliver Disney est contacté par Saul Bourne alors agent du compositeur Irving Berlin qui lui propose de gérer les droits associé aux musiques des dessins animés. Berlin avait composé de nombreuses chansons et décidé de créer sa propre société de gestion de droits la Irving Berlin Music indépendante des grandes maisons d'éditions phonographiques, société dirigée par Bourne. La gestion des droits des chansons des Silly Symphonies a donc été confiée à Bourne.

#### Une série sans héros
La particularité de la série est de ne pas avoir de héros récurrents comme le sont Mickey Mouse, Donald Duck ou Dingo. Elle contient toutefois quelques personnages apparaissant plusieurs fois, voire célèbres (cf. Personnages célèbres). Il est possible de chercher des thèmes ou personnages réguliers comme les insectes ou les nains, présents dans plusieurs Silly Symphonies, que ce soit au début ou dans d'autres plus tardives, mais cela n'est pas volontaire, en dehors de la simplicité d'utilisation et surtout d'animation. Cela a permis un monde plus diversifié et plus proche de la fantaisie.
Avec cette absence de héros, la série se veut presque une version plus mûre des Mickey Mouse de l'époque. Les Silly Symphonies avec, entre autres, les évocations des quatre saisons (Springtime, Summer, Autumn et Winter en 1930) ou la magie des objets qui s'animent durant la nuit (Midnight in a Toy Shop en 1930, The Clock Store en 1931) se retrouvent à l'opposé des scènes « fermières » de Bal de campagne (The Barn Dance), Champ de bataille (The Barnyard Battle), Concert rustique (The Barnyard Concert) ou Mickey laboureur (The Plow Boy). Pour Steven Watts, la série des quatre saisons propose un traitement impressionniste du cycle de la nature, l'un des sujets des Silly Symphonies aux côtés de la mythologie, des contes de fées et des comédies fantastiques. Elle essaye de capturer l'atmosphère et le décor de chaque saison avec un minimum d'effet comique.
La série permet la réduction des contraintes scénaristiques imposées par les séries à personnages récurrents. L'équipe d'animation, habituée à ces contraintes, prend cette liberté comme un défi et essaye d'introduire des histoires et des personnages encore plus mémorables sur la seule durée d'un court métrage. Maurice Bessy indique que « ... le choix des sujets pour les films de Mickey est plus restreint que pour les Silly Symphonies où nous sommes dans le royaume de la fantaisie.»
Un autre point est aussi la dispense de ce qui est devenu une marque de fabrique Disney, la « personnalité d'animation », l'ensemble des petits éléments composant la gestuelle, le caractère du personnage et le rendant plus humain. Cette dispense a au sein du studio un résultat inverse, les animateurs insufflant dans la plupart des personnages un caractère fort.

#### Un univers de contes

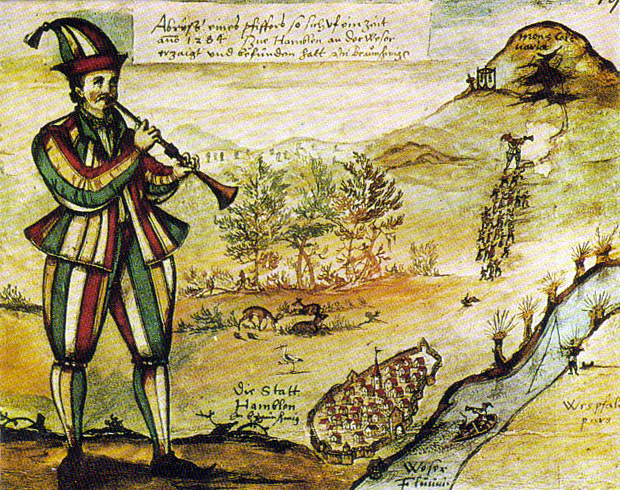
Le Joueur de flûte de Hamelin par Augustin von Moersperg (1592)

L'année 1931 est aussi marquée par la transition vers une utilisation scénaristique des contes, légendes et autres histoires, le thème musical semblant avoir été cerné. La première Silly Symphony  à utiliser une légende est Playful Pan (décembre 1930), basée sur la mythologie grecque. Mais c'est surtout avec Les Chansons de la mère l'oie (1931) que cette transition devient flagrante. Rappelons toutefois que Walt Disney avait déjà utilisé ces thèmes populaires avec les Laugh-O-Gram et quelques Alice Comedies. Les innovations, sonores puis graphiques, permettent alors d'adapter les contes traditionnels avec une atmosphère unique.
Russel Merritt and J. B. Kaufman qualifient la série de « premier Fantasyland de Walt Disney », le monde de la fantaisie. On peut toutefois rétorquer que le monde décrit n'est qu'une extension du Cartoonland des Alice Comedies et des mondes entrevus dans les séries d'Oswald le lapin chanceux et de Mickey Mouse.
Les équipes de Disney adaptent les contes avec une manière empreinte de plus ou moins de liberté. Le Vilain Petit Canard (1931) est une adaptation très libre, surtout avec le personnage du canard. Mais il garde à l'esprit le souci de qualité propre à la série, et souvent cela comprend le traitement des personnages qui sont ainsi remaniés et qui souvent voient leurs caractères se développer. Russel Merritt and J. B. Kaufman déclarent que Disney, après les premières Silly Symphonies qui traitent des peurs primaires des enfants (chuter, être brûlé, être dévoré, être frappé, être gelé, etc.), celles après 1931 abordent les peurs psychologiques de l'enfance et les éléments de la croissance, ce que font traditionnellement les contes. Disney est ainsi parfois qualifié de « maître conteur » des temps modernes, comme a pu le faire Michael Eisner en 1992 dans sa dédicace au parc Parc Disneyland. Ce traitement psychologique a été poursuivi dans les Silly Symphonies, les longs métrages et les autres séries.
Voici une liste récapitulative des principaux contes, comptines et fables adaptés dans les Silly Symphonies :
- Hans Christian Andersen
  - Le Vilain Petit Canard
  - La Bergère et le Ramoneur
- Les frères Jacob et Wilhelm Grimm
  - Le Joueur de flûte de Hamelin.
  - Hansel et Gretel
- Jean de La Fontaine
  - La Cigale et la Fourmi (inspiré d'Ésope)
  - Le Lièvre et la Tortue (inspiré d'Ésope)
  - Le Rat de ville et le Rat des champs
  - Les Deux Coqs
- Charles Perrault
  - Les Contes de ma mère l'Oye
  - Le Petit Chaperon rouge

- Mythologie grecque-romaine
  - Le Roi Midas
  - Pan
  - Neptune
  - Le mythe de Perséphone et Hadès/Pluton
- Autres comptines
  - The Water Babies de Charles Kingsley
  - The Little Red Hen and the Grain of Wheat
  - Trois souris aveugles de Thomas Ravenscroft
  - The Song of Hiawatha d'Henry Longfellow
  - A Dutch Lullaby d'Eugene Field
  - The Death and Burial of Cock Robin

### 1932 à 1937: de nouveaux défis
À partir de 1930, Disney doit procéder à de nombreux changements dans son studio. Après le départ d'Ub Iwerks et Carl W. Stalling en janvier 1930, Disney rompt son contrat avec Pat Powers au profit de la société Columbia Pictures. Mais cette nouvelle association n'est pas sans problème. Bien que le prix payé par Columbia soit supérieur à celui de Power, les retours ne semblent pas meilleurs pour Disney. De plus, Columbia n'hésite pas par exemple à proposer aux cinémas un dessin animé Krazy Kat à la place d'un dessin animé de Disney, en raison d'un retard de production. Cela force Disney en 1931 à menacer Columbia d'un procès, mais qui est négocié en dehors du tribunal. Le 27 décembre 1930, Disney parvient à signer un contrat avec RKO Pictures-United Artists mais, à cause de celui avec Columbia pour qui il reste 11 films encore à produire, l'association avec UA ne commence qu'en janvier 1932. C'est l'augmentation du coût de production des courts métrages qui en partie force Disney à changer de distributeur.
Le studio lance aussi plusieurs projets qui n'aboutiront pas du moins en une Silly Symphony. Ainsi en 1933, le studio tenta d'adapter le conte Cendrillon comme une Silly Symphony mais le projet fut annulé,. Burton Gillett est alors assigné comme réalisateur de ce court métrage et Frank Churchill comme compositeur. Un scénario daté de décembre 1933 évoque une souris blanche amicale et des oiseaux chantant ainsi que de nombreuses idées de gags. Pour une raison inconnue mais peut-être à relier à la sortie en août 1934 de Poor Cinderella avec Betty Boop produit par les Fleischer Studios, ce court métrage n'a pas été produit. Des gags développés pour ce court métrage ont été réutilisés dans le long métrage Cendrillon (1950).
Un exemple de changement est l'apparition - on pourrait la qualifier de commerciale - du personnage du Père Noël deux années de suite dans deux courts métrages en 1932 et 1933, sortis début décembre : L'Atelier du père Noël et The Night Before Christmas. Disney récidive en partie en 1935 avec Broken Toys, court métrage ayant pour thème des jouets animés qui se réparent pour s'offrir aux enfants d'un orphelinat.

#### Couleur

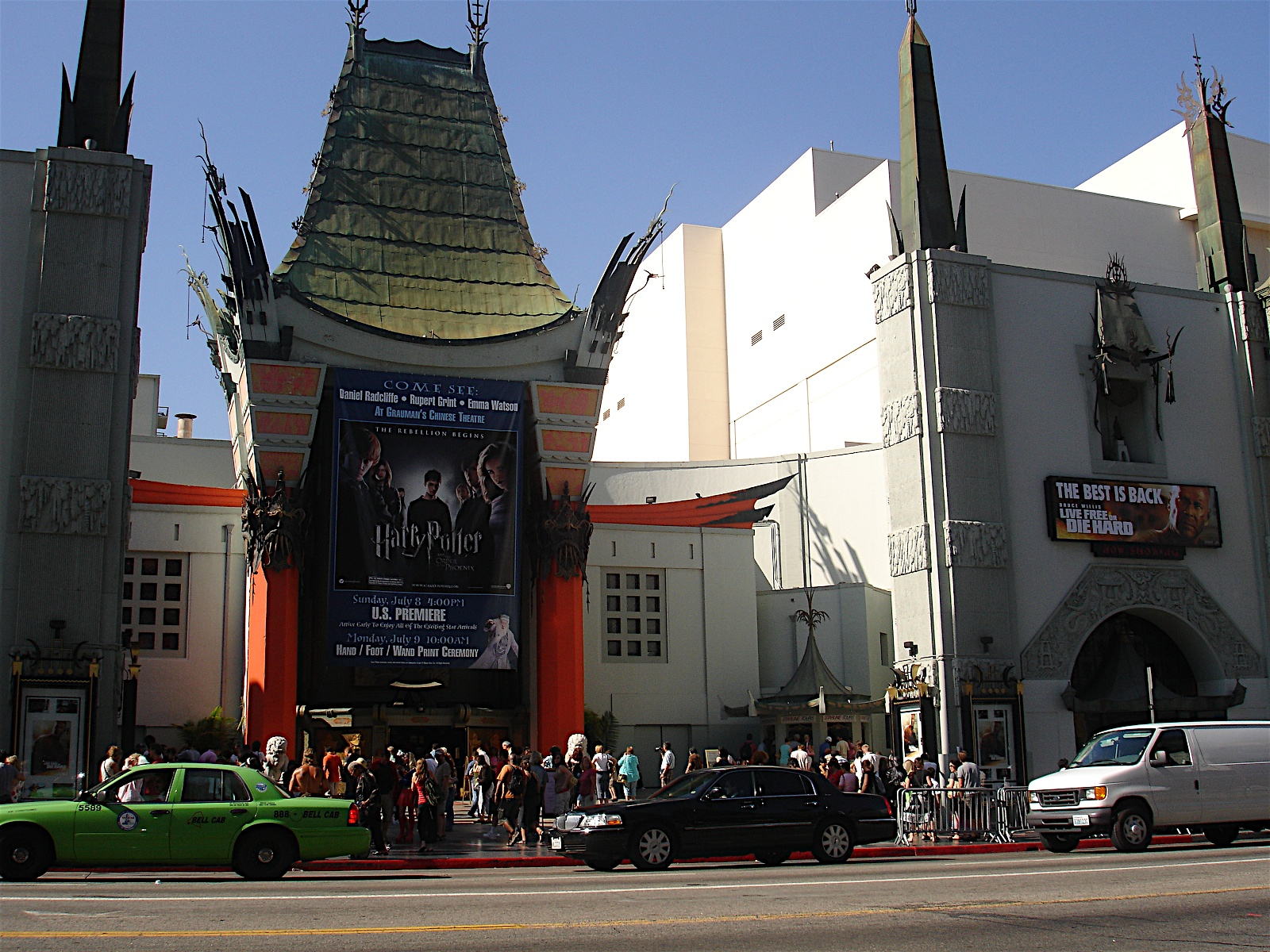
Le Grauman's Chinese Theatre.

L'année 1932 est marquée par l'utilisation de la couleur. Disney souhaitait le faire dès 1926 mais les procédés techniques d'alors étaient trop onéreux et pas adaptés à l'animation, en raison de la faible gamme de couleurs disponibles. Le plus connu était un système Technicolor sur deux bandes.
Disney avait malgré tout tenté des expériences comme avec les cellulos teintés (en 1930). Pour le film Frolicking Fish (1930), les animateurs ont utilisé des cellulos teintés en vert pour renforcer l'aspect sous-marin, tandis que pour Nuit (1930) ce sont des cellulos teintés en bleu pour l'effet nocturne. Mais a contrario, d'après Russel Merritt & J.B. Kaufman, ce serait après avoir vu une scène de Frolicking Fish, faite par Norman Ferguson et dans laquelle des éléments se chevauchaient, que Walt Disney aurait pris la décision de former ses animateurs au dessin. Ce film à la fois ingénieux pour les cellulos teintés serait donc le responsable de la mise en place des cours d'animation organisés par le studio - on pourrait dire « fautif ».
Avec le budget plus important octroyé par le contrat avec RKO, les équipes de Disney ont pu aller plus loin encore dans l'innovation et la qualité. Ces éléments ont toutefois été décuplés par la décision prise en 1934 par Walt Disney de produire un long métrage, Blanche-Neige et les Sept Nains, sorti en 1937. Les résultats des recherches pour faire un « chef-d'œuvre » de l'adaptation du conte sont nombreux. On parle souvent de la caméra multiplane. C'est avec le procédé Technicolor (sur trois bandes) que Disney se lance dans la production de courts métrages totalement en couleur.
Le premier résultat est Des arbres et des fleurs (1932). L'animation en noir et blanc de ce film était terminée dès avril 1932 mais Disney pris la décision de le mettre en couleur ce qui a pris trois mois. Le film est présenté à partir du 15 juillet au célèbre Grauman's Chinese Theatre et y reçoit un accueil enthousiaste de la part du public, accueil confirmé dans tous les lieux où il sera présenté par la suite. Malgré cela, United Artists est réticent à poursuivre l'association avec Disney pour les Silly Symphonies en couleur. Pour un dessin animé entièrement en couleur, le budget associé aux impressions avec le procédé Technicolor augmente au-delà des attentes d'UA, qui n'étaient que de 20 impressions à titre expérimental. Les dirigeants d'UA autorisent en décembre 1932 la production de six Silly Symphonies en couleur supplémentaires. Ce n'est qu'en juillet 1933 que Disney parvient à signer un contrat de trois ans avec RKO-UA, mais c'est surtout grâce au contrat d'exclusivité de cinq ans, obtenu par Disney auprès de Technicolor pour l'utilisation de son procédé.
Toutefois en novembre 1933, Ted Sears écrit dans une lettre à Isadore Klein, « nous avons juste fini The Pied Piper et sommes parvenu à la conclusion que nos meilleures valeurs à l'écran sont les petits animaux mignons et n'avons pas été assez loin pour appréhender les humains correctement ».

#### Programme d'apprentissage
Les premières années avec United Artists sont aussi marquées par la mise en pratique des groupes animateur/apprenti, ainsi que des équipes affectées à certaines scènes sous la responsabilité d'animateurs expérimentés. C'est surtout Ben Sharpsteen et David Hand qui seront chargés de telles équipes. Ce système avait été initié dès 1931.
Le principe est assez simple : certaines séquences, au lieu d'être attribuées à des animateurs confirmés, sont attribuées à un groupe de jeunes animateurs. Ainsi dans Des arbres et des fleurs, les oiseaux, les marguerites, les flammes et des arbres assortis sont l'œuvre commune de Charles Hutchinson, Hardie Gramatky, Fred Moore, Bill Mason, Joe D'Igalo, Frank Tipper, Hamilton Luske, Frank Kelling, Ed Love, sous la direction de David Hand. Le film Rien qu'un chien (1932) compte lui trois équipes dont deux d'apprentissage ; c'est l'un des rares dans ce cas.
Peu après, Walt Disney engage Don Graham, un professeur au Chouinard Art Institute, pour aller plus loin dans l'enseignement.
En parallèle, des séances avec des modèles sont organisées afin d'améliorer la ressemblance avec la nature. Ainsi pour Trois Petits Orphelins (1935), les chats des environs sont réquisitionnés, tandis que pour Histoire de pingouins (1934), ce sont des manchots qui sont amenés dans un studio pour étude, comme l'attestent les articles des magazines The New York Times et Woman's Home Companion.
Mais cet apprentissage et cette recherche ont toutefois des limites, comme le rappelle Art Babbitt (cité par John Grant) à propos du court métrage Cousin de campagne (1936) :

« Je venais de finir [l'animation de Dingo dans] Le Déménagement de Mickey et prenais en charge Cousin de campagne dans lequel il y a une souris saoule. Walt Disney vint dans le bureau et dit :

— Maintenant je voudrais te voir donner le même genre de traitement (personnification) que tu as donnée à Dingo dans Le Déménagement de Mickey.

Il n'y avait aucune relation du tout entre les deux, mais c'était typique de son désir de vous stimuler pour le prochain projet. Ainsi je lui répondis :

— Bon, Walt, je vais avoir besoin d'un fonds de recherche.

— Que veux-tu donc là, un fonds de recherche? Le service clientèle se plaint déjà des coûts !

— Hé ! bien, si je dois faire une souris ivre, je dois savoir ce qu'on ressent quand on a de l'alcool en soi.

L'un des yeux marron de Walt regarda par terre tandis que l'autre regardait vers le ciel, il me regarda et je suis sûr qu'il ne sut pas quoi en penser pendant un bon moment. »

#### BD, suites et premiers dérivés
Alors que la série Mickey Mouse est adaptée en bandes dessinées dès 1930, sans compter les produits dérivés, la série Silly Symphonies ne se voit adaptée qu'en 1932, d'abord sous la forme de comics. Mais ce ne sont alors pas de purs produits dérivés. La bande dessinée, qui paraît sous le titre des Silly Symphonies à partir du 10 janvier 1932, a pour héros un nouveau personnage, Bucky Bug mais cette coccinelle n'apparaîtra jamais en dessin animé.
Les histoires des courts métrages ne sont adaptées en bandes dessinées qu'ensuite. Elles paraissent en comic strip le dimanche :
- Woody goguenarde en mars 1934[41]
- Les Trois Petits Cochons publié en mai 1934[42]
- Histoire de pingouins paru avant la sortie du film, entre le 1er juin et le 9 septembre 1934[43].
- Une petite poule avisée mettant en scène Donald Duck[44].

En 1933, les Trois Petits Cochons est un véritable succès et la chanson devient même un hymne contre la Grande Dépression (économique) qui touche les Américains. Le succès se concrétise d'abord par le souhait que Disney produise d'autres courts métrages avec les cochons, que de nombreux auteurs rappellent avec l'anecdote d'un télégramme envoyé à Walt avec seulement deux mots « More Pigs! ». Walt autorise ainsi la production de trois suites : Le Grand Méchant Loup (1934), Les Trois Petits Loups (1936) et Le Cochon pratique (1939).
Des produits dérivés sont aussi édités, tels que des enregistrements ou des livres. Des poupées et autres produits dérivés apparaissent aussi comme ceux des Trois Petits Cochons et d'Elmer l'éléphant.

#### Autres technologies d'animation

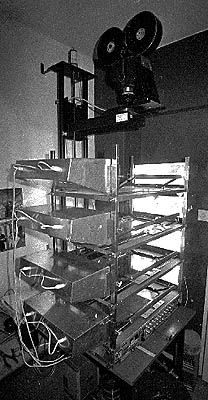
Une caméra multiplane.

Au-delà de son intérêt artistique, la série sert aux animateurs des studios Disney de véritable laboratoire. À partir du milieu des années 1930, la série permet de mettre au point différentes techniques d'animation (comme la caméra multiplane) et de les tester avant leur réutilisation dans les longs métrages.
Une autre nouveauté est une couleur noire transparente conçue pour réaliser les ombres et appelée « peinture ombre » (shadow paint). La nécessité de créer cette peinture est aisément perceptible dans le court métrage L'Arche de Noé (1933). Dans ce film, l'ombre était faite en noir pur mais le rendu n'était pas satisfaisant pour le studio. La peinture ombre n'est pas une véritable peinture, mais en réalité une technique visuelle. Elle fut découverte durant les séances de photographie de cellulos pour le court métrage Jazz Band contre Symphony Land (1935).
C'est lors de la scène du prince saxophone enfermé dans une prison-métronome que l'effet fut découvert. Le principe est de photographier les ombres à part en exposition partielle, puis avec la même bande on re-photographie le reste de la scène mais sans les ombres. Les teintes des ombrages sont alors beaucoup plus naturelles. Dans Jazz Band contre Symphony Land, avant d'entrer dans la prison-métronome, le prince était entouré de personnages, de simples ombres noires peintes sur des cellulos. Lors du tournage dans la prison - un lieu sombre -, la couleur du prince est devenue plus sombre en raison des personnages-ombres doublement exposés. Des tests furent donc réalisés et le principe fut généralisé. Certains films, comme Moth and the Flame (1938), contiennent ainsi des scènes avec de multiples expositions.
Une autre technologie, baptisée Shadowgraph, est testée sur Trois Espiègles Petites Souris (1936). C'est un appareil qui consiste à exposer sous une lumière des volumes transparents (gaz, liquide, verre) afin de récupérer l'ombre des diffractions et de les dessiner. L'utilisation de cette technique dans l'animation renforce le réalisme.
Toutefois, quelques exceptions comme en 1937 le Mickey Mouse Les Revenants solitaires qui marque le premier usage de la « peinture transparente », un effet spécial utilisé ici pour les fantômes.

### 1937-1939: la fin de la série officielle
À partir de 1936-1937, la production des Silly Symphonies s'essouffle et devient parfois chaotique. Mais a contrario, le contrat signé avec RKO, devenu effectif en 1937, offre plus de liberté aux studios. Ce nouveau contrat de distribution stipule simplement que Disney doit fournir 18 courts métrages quelle que soit la série. C'est en quelque sorte grâce à cette possibilité de ne pas faire que des Silly Symphonies ou des Mickey Mouse, que des séries comme Donald Duck puis Pluto et Dingo apparaissent. Disney autorise alors ses animateurs à réaliser des projets parfois repoussés depuis 1930. Le laboratoire destiné à l'animation que sont les Silly Symphonies poursuit son activité. Mais la production de Blanche-Neige et les Sept Nains et des autres longs métrages touche celle des séries de courts métrages, et en premier lieu les Silly Symphonies.
Ainsi, le court métrage Les Bébés de l'océan est une production du studio Harman-Ising pour Disney. C'est la seule Silly Symphony (officielle) dans ce cas et l'une des rares productions sous-traitées du début des Studios Disney, fait devenu plus courant à partir des années 1990. La raison est assez simple : le studio Disney devait produire encore quelques Silly Symphonies pour RKO Pictures, mais la production de Blanche-Neige et les Sept Nains (décembre 1937) requérait de plus en plus d'animateurs. En octobre 1937, Disney fait donc sous-traiter la production de Les Bébés de l'océan à d'anciens animateurs de son studio, Hugh Harman et Rudolf Ising. En échange de ce contrat financier pour le studio Harman-Ising qui en manque alors, Disney peut utiliser les employés du studio pour renforcer ses équipes sur Blanche-Neige et les Sept Nains.
D'autre part, des courts métrages comme Moth and the Flame (1938) et Au pays des étoiles (1938) sont en réalité des projets des années 1930 ou 1934-1935 qui ont subi de nombreux aléas de production. Le second est mis en chantier en janvier 1934 et détient la palme de la Silly Symphony ayant la plus longue production. Le premier, provenant d'une idée originale apparue dans Une nuit mouvementée (1930), est débuté durant l'été 1935. Il a ensuite trois réalisateurs successifs, sans compter les changements de scénario.
Toutefois, Symphonie d'une cour de ferme (1938) fait honneur à la série en proposant pas moins de seize extraits de musique classique, ce qui est de loin le maximum pour la série officielle. D'un autre côté, Conte de ma mère l'Oye (1938) est le plus coûteux de la série en raison d'une tentative durant la production de le réaliser sur deux bobines au lieu d'une seule.
La fin de la série coïncide avec le ralentissement de la série Mickey Mouse. Cet arrêt est principalement dû :
- à l'arrêt du contrat avec RKO
- à la production des longs métrages
- au développement de plusieurs séries[55] dont Donald Duck, Dingo, Pluto, ...

Concernant la version de 1939 du Vilain Petit Canard, dernier court métrage portant le titre Silly Symphony, John Grant cite le magazine Pic qui le nomme meilleur Silly Symphony de Disney. Il ajoute que la comparaison avec la version de 1931 peut être un épitomé de la série. Les deux traitent du même sujet mais la seconde résulte des innovations et de la rigueur apportées tout au long de la série, et mérite son Oscar. Toutefois, il rappelle que le style Disney a été la cible de nombreuses critiques : la principale était d'avilir les contes traditionnels, les enfants connaissant plus la version de Disney que l'original. À cela, il répond que « Disney a au moins permis de conserver en vie des contes qui auraient peut-être disparu sans Disney ».

### Après 1940: la tradition des courts métrages de qualité
Toutefois, la production de courts métrages, souvent de qualité et non liés aux séries, se poursuit après l'arrêt de la série Silly Symphony.  En parallèle les productions de Disney changent aussi. On peut noter en plus de cet arrêt, le ralentissement des Mickey Mouse par manque de possibilités scénaristiques mais aussi un redéploiement, voulu par Walt, des animateurs en équipes séparées spécialisées sur des personnages. Cette répartition, en plus d'être financièrement plus économique, permet aussi une meilleure qualité sur chaque personnage, Donald est ainsi confié à Jack Hannah et Jack King, Pluto à Norman Ferguson et Nick Nichols, Mickey à Bill Roberts et Riley Thompson tandis Jack Kinney prend en charge Dingo.
Le premier film non lié à une série quelconque de Disney est The Hot Chocolate Soldiers (1934). Il ressemble par son atmosphère aux Silly Symphonies, mais n'est jamais sorti autrement que comme une séquence du film Hollywood Party (MGM, 1934) de Roy Rowland.
C'est surtout à partir de 1938 que Disney produit des courts métrages n'étant plus estampillés Silly Symphonies. Dave Smith, dans son encyclopédie de Disney, classe ces films comme des courts métrages spéciaux, information reprise sur IMDb.
Mais plusieurs courts métrages « spéciaux » réalisés avant 1948 ont été regroupés dans les longs métrages La Boîte à musique (10 courts métrages, 1946) et Mélodie Cocktail (7 courts métrages, 1948). Ces derniers ne sont pas considérés comme des Silly Symphonies non officielles, même si certains ont eu des suites dans cette série, comme que Casey contre-attaque (1954), suite de Casey at the Bat (1946). 
| La Boîte à musique (sorti le 15 août 1946) | Mélodie Cocktail (sorti le 27 mai 1948) |
| --- | --- |
| - The Martins and the Coys - Blue Bayou - All the Cats Join In - Without You - Casey at the Bat réalisé par Jack Kinney - Two Silhouettes - Pierre et le loup réalisé par Clyde Geronimi - After You've Gone - Johnnie Fedora and Alice Bluebonnet - La Baleine qui voulait chanter au Met | - C'est un souvenir de décembre (Once Upon a Wintertime) - Bumble Boogie - Johnny Pépin-de-Pomme (Johnny Appleseed) - Petit Toot (Little Toot) - À la gloire d'un arbre (Trees) - C'est la faute de la samba (Blame it on the Samba) - Pecos Bill |

La qualité de la production et l'innovation restent une constante pour ces dessins animés. Ainsi la mini-série Adventures in Music (1953), composée de Melody et Les Instruments de musique, propose plusieurs nouveautés. Melody est le premier court métrage de Disney 3D. Les Instruments de musique est le premier court métrage tourné en CinemaScope, ainsi que le premier de Disney à utiliser une « animation limitée », avec des personnages stylisés et non réalistes. Cette technique était toutefois populaire dans les autres studios depuis une ou deux années, et certains ont considéré que Disney n'innovait pas ; mais comme réponse on peut remarquer que Les Instruments de musique remporta l'Oscar du meilleur court métrage d'animation en 1953.
L'année suivante, le court métrage Pêché mignon (Pigs Is Pigs,1954) reprend la technique d'animation limitée, dite d'UPA car popularisée par le studio United Productions of America. Mais c'est le seul considéré comme ayant utilisé cette technique qui, bien qu'économique, s'éloigne du standard Disney. Les autres productions de Disney ne reprendront pas ce style.
Au travers de la série, le studio continue à tester des techniques, comme l'animation image par image dans L'Arche de Noé (Noah's Ark, 1959).
Après les années 1960, des courts métrages spéciaux continuent à être produits, mais ils ne sont plus associés à la série Silly Symphonies. Depuis les années 1990, la production de courts métrages a repris de manière erratique mais presque régulière. Certains ont été compilés dans le film Fantasia 2000 (1999), d'autres sont présents dans les bonus des DVD de Disney, et font écho à la tradition des courts métrages de Pixar, lancée avec le DVD de Toy Story (1995) qui comprend Tin Toy (1988).

## Filmographie

### Série officielle

#### 1929
- La Danse macabre (The Skeleton Dance), réalisé par Ub Iwerks et sorti le 29 août 1929.
- El Terrible Toreador, réalisé par Walt Disney et sorti le 26 septembre 1929.
- Printemps, réalisé par Ub Iwerks et sorti le 24 octobre 1929.
- Les Cloches de l'Enfer (Hell's Bells), réalisé par Ub Iwerks et sorti le 21 novembre 1929. Avec Satan, le Faucheur d'âmes (Grim Reaper), Cerbère et plusieurs démons des enfers anonymes.
- Les Joyeux Nains (The Merry Dwarfs), réalisé par Walt Disney et sorti le 19 décembre 1929.

#### 1930
- Été, réalisé par Ub Iwerks et sorti le 6 janvier 1930.
- Automne, réalisé par Ub Iwerks et sorti le 13 février 1930.
- Cannibal Capers, réalisé par Burton Gillett et sorti le 13 mars 1930.
- Frolicking Fish, réalisé par Burton Gillett et sorti le 8 mai 1930.
- Arctic Antics, réalisé par Ub Iwerks et sorti le 5 juin 1930.
- Midnight in a Toy Shop, réalisé par Wilfred Jackson et sorti le 3 juillet 1930.
- Une nuit mouvementée (Night), réalisé par Walt Disney et sorti le 31 juillet 1930.
- Monkey Melodies, réalisé par Burton Gillett et sorti le 10 août 1930.
- Winter , réalisé par Burton Gillett et sorti le 5 novembre 1930.
- Les Joueurs de Pan (Playful Pan), réalisé par Burton Gillett et sorti le 28 décembre 1930. Avec le dieu grec Pan.

#### 1931
- Woody goguenarde (Birds of a Feather), réalisé par Burton Gillett et sorti le 10 février 1931.
- Les Chansons de la mère l'oie (Mother Goose Melodies), réalisé par Burton Gillett et sorti le 17 avril 1931. Comprenant entre autres les comptines de Humpty Dumpty, Jack and Jill (en), Little Bo Peep (en), Little Boy Blue (en), Little Jack Horner (en), Les Contes de ma mère l'Oye, Old King Cole et Simple Simon (en).
- L'Assiette de porcelaine (The China Plate), réalisé par Wilfred Jackson et sorti le 25 mai 1931.
- En plein boulot (The Busy Beavers), réalisé par Burton Gillett et sorti le 22 juin 1931.
- The Cat's Nightmare, réalisé par Wilfred Jackson et sorti le 28 juillet 1931.
- Mélodies égyptiennes (Egyptian Melodies), réalisé par Wilfred Jackson et sorti le 21 août 1931.
- Quel bazar ! (The Clock Store), réalisé par Wilfred Jackson et sorti le 30 septembre 1931.
- L'Araignée et la Mouche (The Spider and the Fly), réalisé par Wildred Jackson et sorti le 16 octobre 1931.
- The Fox Hunt, réalisé par Wilfred Jackson et sorti le 20 novembre 1931.
- Le Vilain Petit Canard (The Ugly Duckling), réalisé par Wildred Jackson et sorti le 16 décembre 1931. D'après le conte Le Vilain Petit Canard de Hans Christian Andersen.

#### 1932
- The Bird Store, réalisé par Wildred Jackson et sorti le 16 janvier 1932.
- Les Ours et les Abeilles (The Bears and the Bees), réalisé par Wilfred Jackson et sorti le 9 juillet 1932.
- Rien qu'un chien (Just dogs), réalisé par Burton Gillett et sorti le 30 juillet 1932. Premier rôle-vedette de Pluto.
- Des arbres et des fleurs (Flowers and Trees), réalisé par Burton Gillett et sorti le 30 juillet 1932. Premier dessin animé en couleurs (Technicolor).
- Le Roi Neptune, réalisé par Burton Gillett et sorti le 10 septembre 1932.
- Bugs in Love, réalisé par Burton Gillett et sorti le 1er octobre 1932.
- Les Enfants des bois (Babes in the Woods), réalisé par Burton Gillett et sorti le 19 novembre 1932. Avec Hansel et Gretel.
- L'Atelier du père Noël (Santa's Workshop), réalisé par Wilfred Jackson et sorti le 10 décembre 1932. Avec le Père Noël.

#### 1933
- Quel ressort (Birds in the Spring), réalisé par David Hand et sorti le 11 mars 1933.
- L'Arche de Noé (Father Noah's Ark), réalisé par Wilfred Jackson et sorti le 8 avril 1933. Avec Noé, Cham, Japhet, Sem et leurs femmes respectives.
- Les Trois Petits Cochons (Three Little Pigs), réalisé par Burton Gillett et sorti le 27 mai 1933. Basé sur le conte folklorique homonyme.
- Le Vieux Roi Cole (Old King Cole), réalisé par David Dodd Hand et sorti le 29 juillet 1933.
- Au pays de la berceuse (Lullaby Land), réalisé par Wilfred Jackson et sorti le 19 août 1933. Avec Le Marchand de sable.
- Le Joueur de flûte de Hamelin (The Pied Piper), réalisé par Wilfred Jackson et sorti le 16 septembre 1933. D'après le conte Le Joueur de flûte de Hamelin.
- L'Arbre de Noël (The Night Before Christmas), réalisé par Wilfred Jackson et sorti le 9 décembre 1933.

#### 1934
- Le Magasin de Porcelaine (The China Shop), réalisé par Wilfred Jackson et sorti le 13 janvier 1934. D'après Hans Christian Andersen, La Bergère et le Ramoneur.
- La Cigale et la Fourmi (Grasshopper and the Ants), réalisée par Wilfred Jackson et sorti le 10 février 1934. D'après Ésope et Jean de La Fontaine.
- Les Petits Lapins joyeux (Funny Little Bunnies), réalisé par Wilfred Jackson et sorti le 24 mars 1934. Avec le lapin de Pâques.
- Le Grand Méchant Loup (The Big Bad Wolf), réalisé par Burton Gillett et sorti le 14 avril 1934. Suite des Trois Petits Cochons.
- Une petite poule avisée (The Wise Little Hen), réalisé par Wilfred Jackson et sorti le 9 juin 1934. Débuts de Donald Duck.
- La Souris volante (The Flying Mouse), réalisé par David Dodd Hand et sorti le 14 juillet 1934.
- Histoire de pingouins (Peculiar Penguins), réalisé par Wilfred Jackson et sorti le 1er septembre 1934.
- La Déesse du printemps (The Goddess of Spring), réalisé par Wilfred Jackson et sorti le 3 novembre 1934. Avec Perséphone et Hadès/Pluton, confondu ici avec Satan.

#### 1935
- Le Lièvre et la Tortue (The Tortoise and the Hare), réalisé par Wilfred Jackson et sorti le 5 janvier 1935. D'après Ésope et La Fontaine. Avec Max Hare et Toby Tortoise[NB 3].
- Le Roi Midas (The Golden Touch), réalisé par Walt Disney et sorti le 22 mars 1935. Avec Midas et Goldie l'elfe.
- Le Petit Chat voleur (The Robber Kitten), réalisé par David Hand et sorti le 13 avril 1935.
- Bébés d'eau (Water Babies), réalisé par Wilfred Jackson et sorti le 11 mai 1935.
- Carnaval des gâteaux (The Cookie Carnival), réalisé par Ben Sharpsteen et sorti le 25 mai 1935.
- Qui a tué le rouge-gorge ? (Who Killed Cock Robin?), réalisé par David Dodd Hand et sorti le 26 juin 1935.
- Jazz Band contre Symphony Land (Music Land), réalisé par Wilfred Jackson et sorti le 5 octobre 1935.
- Trois Petits Orphelins (Three Orphan Kittens), réalisé par David Dodd Hand et sorti le 26 octobre 1935.
- Cock o' the Walk, réalisé par Ben Sharpsteen et sorti le 30 novembre 1935.
- Joujoux brisés (Broken Toys), réalisée par Ben Sharpsteen et sorti le 14 décembre 1935.

#### 1936
- Elmer l'éléphant (Elmer Elephant), réalisé par Wilfred Jackson et sorti le 28 mars 1936.
- Les Trois Petits Loups (Three Little Wolves), réalisé par David Dodd Hand et sorti le 18 avril 1936. Avec les personnages des Trois Petits Cochons.
- Le Retour de Toby la tortue (Toby Tortoise Returns), réalisé par Wilfred Jackson et sorti le 22 août 1936. Suite du Lièvre et de la Tortue, avec Max Hare et Toby Tortoise.
- Trois Espiègles Petites Souris (Three Blind Mouseketeers), réalisé par David Dodd Hand et sorti le 26 septembre 1936.
- Cousin de campagne (The Country Cousin), coréalisé par David Dodd Hand et Wilfred Jackson et sorti le 31 octobre 1936. D'après la fable de La Fontaine, Le Rat des villes et le Rat des champs.
- Papa Pluto (Mother Pluto), réalisé par David Dodd Hand et sorti le 14 novembre 1936. Avec Pluto maternant un grand nombre de poussins.
- Toujours plus de chats (More Kittens), coréalisé par David Dodd Hand et Wilfred Jackson et sorti le 19 décembre 1936.

#### 1937
- Cabaret de nuit (Woodland Café), réalisé par Wilfred Jackson et sorti le 13 mars 1937.
- Le Petit Indien (Little Hiawatha), réalisé par David Dodd Hand et sorti le 15 mai 1937.
- Le Vieux Moulin (The Old Mill), réalisé par Wilfred Jackson et sorti le 5 novembre 1937. Oscar 1937 du Meilleur court métrage d'animation.

#### 1938
- Moth and the Flame, réalisé par Burton Gillett et sorti le 1er avril 1938.
- Au pays des étoiles (Wynken, Blynken and Nod), réalisé par Graham Heid et sorti le 27 mai 1938.
- Symphonie d'une cour de ferme (Farmyard Symphony), réalisé par Jack Cutting et sorti le 14 octobre 1938.
- Les Bébés de l'océan (Merbabies), coréalisé par Rudolf Ising et Vernon Stallings et sorti le 9 décembre 1938.
- Conte de ma mère l'Oye (Mother Goose Goes Hollywood), réalisé par Wilfred Jackson et sorti le 23 décembre 1938.

#### 1939
- Le Cochon pratique (The Practical Pig), réalisé par Dick Rickard et sorti le 24 février 1939.
- Le Vilain Petit Canard (The Ugly Duckling), réalisé par Jack Cutting et sorti le 7 avril 1939. Remake en couleurs de la Silly Symphony de 1931.

### Films assimilés auxSilly Symphonies
À partir de 1938, Disney produit des courts métrages n'étant pas estampillés Silly Symphonies. Les amateurs d'animation assimilent pourtant ces productions aux Silly Symphonies et en parlent comme de « successeurs » ou encore de « non officielles ». La plus grande partie de ces films date des années 1950. Par la suite, d'autres courts métrages « atypiques » ont également été assimilés aux Silly Symphonies.
La liste suivante ne doit donc pas être considérée comme « officielle » :

#### 1934
- The Hot Chocolate Soldiers, sorti le 1er juin 1934 comme une séquence du long métrage Hollywood Party de Roy Rowland

#### 1938
- Ferdinand le taureau (Ferdinand the Bull), réalisé par Dick Rickard et sorti le 25 novembre 1938. Premier court métrage sans mention d'appartenance à une série.

#### 1943 à 1949
- Education for Death, réalisé par Clyde Geronimi et sorti le 15 janvier 1943. court métrage de propagande anti-nazie.
- Raison et Émotion (Reason and Emotion), réalisé par William O. Roberts et sorti le 27 août 1943.
- Petit Poulet (Chicken Little) , réalisé par Clyde Geronimi et sorti le 17 décembre 1943.
- Le Pélican et la Bécasse (The Pelican and the Snipe), réalisé par Hamilton Luske et sorti le 7 janvier 1944.

#### 1950 à 1959
- Le Brave Mécanicien (The Brave Engineer), réalisé par Jack Kinney et sorti le 3 mars 1950. Comprenant Casey Jones.
- Morris, le petit élan (Morris the Midget Moose), réalisé par Charles August Nichols et sorti le 24 novembre 1950.
- Comment attraper un rhume (How to Catch a Cold), sorti le 1er août 1951.
- Lambert le lion bêlant (Lambert the Sheepish Lion), réalisé par Jack Hannah et sorti le 8 février 1952.
- Susie, le petit coupé bleu (Susie the Little Blue Coupe), réalisé par Clyde Geronimi et sorti le 6 juin 1952.
- La Petite maison (The Little House), réalisé par Wilfred Jackson et sorti le 8 août 1952.
- Melody (Adventures in Music : Melody), réalisé par Ward Kimball et Charles August Nichols et sorti le 28 mai 1953.
- Football d'hier et d'aujourd'hui (Football Now and Then), réalisé par Jack Kinney et sorti le 2 octobre 1953.
- Les Instruments de musique (Adventures in Music : Toot, Whistle, Plunk and Boom), réalisé par Ward Kimball and Charles August Nichols. et sorti le 10 novembre 1953.
- Pêché mignon (Pigs is Pigs), réalisé par Jack Kinney et sorti le 21 mai 1954.
- Casey contre-attaque (Casey Bats Again), réalisé par Jack Kinney et sorti le 18 juin 1954.
- Un lion de société (Social Lion), réalisé par Jack Kinney et sorti le 15 octobre 1954.
- Jack and Old Mac, réalisé par William Justice et sorti le 18 juillet 1956.
- Pas de cow-boy sans cheval (A Cowboy Needs a Horse), réalisé par William Justice et sorti le 6 novembre 1956.
- L'Histoire d'Anybourg (The Story of Anyburg U.S.A.), réalisé par Clyde Geronimi et sorti le 19 juin 1957.
- The Truth About Mother Goose, réalisé par William Justice et Wolfgang Reitherman et sorti le 28 août 1957.
- Paul Bunyan, réalisé par Les Clark et sorti le 1er août 1958.
- L'Arche de Noé (Noah's Ark), réalisé par William Justice et sorti le 10 novembre 1959. Avec Noé, Cham, Japheth, Sem et leur femme respective. Inspiré du dessin animé de 1933.

#### 1960 à 1961
- Goliath II, réalisé par Wolfgang Reitherman et sorti le 21 janvier 1960.
- Le Chariot à voile (The Saga of Windwagon Smith), réalisé par Charles August Nichols et sorti le 16 mars 1961.

### Éditions en DVD
Les Silly Symphonies ont été éditées en DVD dans la collection Walt Disney Treasures :
- aux États-Unis :
  - Silly Symphonies (première vague : décembre 2001)
  - Silly Symphonies, Volume 2 (6e vague : décembre 2006)
- en France :
  - Silly Symphonies : Les Contes musicaux (première vague : avril 2004 ; réédité en juin 2008)

Il existe aussi plusieurs compilations comportant les plus célèbres et quelques films qui ne sont pas officiellement des Silly Symphonies.

## Analyse de la série
En France, cette série est parfois appelée Symphonies folles, Symphonies foldingues ou de manière plus officielle Symphonies folâtres avec l'adaptation en bandes dessinées.
L'importance de la série est très souvent résumée à la notion de laboratoire pour l'animation et de séances d'entraînement pour les jeunes animateurs, avec pour but les longs métrages mais sans préciser de relation explicite. Pierre Lambert la définit comme une « série originale qui allait lui [Walt Disney] permettre d'expérimenter de nouvelles voies ... Les Silly Symphonies permettaient aux jeunes animateurs ... d'apprendre la technique du dessin animé ». Pour Dave Smith, la série a servi de « terrain d'entraînement pour les animateurs et les autres artistes Disney »
Il faut rappeler que la série débuta en 1929 et que l'idée d'un long métrage ne fut lancée par Walt Disney qu'en 1934, selon le même Dave Smith. Christopher Finch précise que « les deux premières années de production des Silly Symphonies sont sans but réel ... puis Walt les institua et les perpétua... elles ont alors eu un rôle inestimable sur le développement de l'art de l'animation. » Frank Thomas et Olly Johnson qualifient la série ainsi : « Cela a commencé avec Mickey et Pluto ... qui semblaient penser et suggérer avoir un esprit de vie. Ensuite, les Silly Symphonies dépeignaient des émotions pour les personnages, et il s'en dégageait un sentiment de vie. Finalement avec les personnages dans les histoires des longs métrages qui sont réellement convaincants, la parfaite illusion de la vie est achevée.». Bob Thomas n'évoque que les courts métrages clefs : La Danse macabre (première Silly Symphony), Des arbres et des fleurs (premier court métrage de Disney en couleur) et Les Trois Petits Cochons (succès indéniable). Leonard Maltin écrit dans son introduction de The Disney Films que « la couleur a été aussi importante pour leur succès [des Silly Symphonies] que l'utilisation du son dans Steamboat Willie pour Mickey Mouse ». Russel Merritt et J. B. Kaufman concluent leur étude de la série ainsi « Le développement des longs métrages a parfois joué en défaveur des Silly Symphonies, la série est parfois considérée uniquement sous l'angle du terrain d'expérimentation des longs métrages, mais elles étaient et sont bien plus que des travaux d'apprentissage. Elles représentent en elles-mêmes une incomparable étape dans l'art de l'animation ».
De nombreux autres auteurs font références aux Silly Symphonies mais comme une simple étape dans la carrière de Walt Disney. Sébastien Roffat écrit : « Walt Disney a créé les Mickey Mouse ... Puis ont suivi les Silly Symphonies en 1929; le premier dessin animé en Technicolor en 1932, Flowers and Trees, Les Trois Petits Cochons en 1933; Blanche Neige et les Sept nains...»
À l'opposé, on peut trouver des analyses plus pointus ou plus critiques. Pour Douglas Brode, Le Vilain Petit Canard (1931) est un exemple du travail constant de Disney de modification des stéréotypes culturels dont la portée sur la population est comparable aux fables d'Ésope. Georges Sadoul et Émile Breton écrivent « qu'après l'échec artistique du très ambitieux Fantasia, le créateur [Walt Disney] déclina, le brio technique ne compensa plus le foisonnement du mauvais goût (déjà latent dans les Silly Symphonies). »

### Un héritage peu réutilisé
Malgré une ressemblance assez forte entre l'origine de la série des Silly Symphonies et le concept de film-concert pour Fantasia, la plupart des auteurs associent le développement du long métrage à la rencontre avec Leopold Stokowski et au coût de la séquence L'Apprenti Sorcier avec Mickey Mouse, achevée dès 1938 et qui n'aurait pas pu être rentabilisée comme un simple court métrage,,,. Toutefois Robin Allan dans son étude sur Les Sources Européennes de Disney, une section du catalogue de l'exposition Il était une fois Walt Disney indique dans un encadré sur la séquence de La Pastorale que « Disney recourant fréquemment à l'auto-citation, le court métrage Bébés d'eau (1935) fait figure de prototype lorsqu'on le compare à certaines scènes de Fantasia».
Neil Sinyard note que les Silly Symphonies La Danse macabre (1929) et Les Cloches de l'Enfer (1929) prouvent que Disney pouvait être macabre, sombre et que les scènes cauchemardesques sont régulièrement présentes dans les longs métrages de Disney comme Blanche-Neige (1937), Pinocchio (1940) ou Fantasia (1940). Cette présence rend futiles les critiques qualifiants d'aberration les productions plus adultes des années 1980 tel que Les Yeux de la forêt (1980) ou La Foire des ténèbres (1983), le spectateur devant y voir selon Sinyard la résurgence d'une tradition remontant à La Danse macabre.
Les séries télévisées comme Disneyland (1954-1961), Le Monde merveilleux de Disney (1961-1983) ont régulièrement réutilisé des Silly Symphonies comme segment, thème ou titre. La série Mickey Mania (1999-2001) utilise elle le nom de certains courts métrages comme épisode mais, à la différence des Silly Symphonies, ces épisodes comprennent des personnages récurrents de l'univers de Mickey Mouse. Mais cette utilisation est la seule régulière en dehors de la BD.
On peut aussi noter l'utilisation d'un extrait de Springtime (1929) dans le long métrage Les 101 Dalmatiens (1961) comme un programme de télévision, comme l'indique Russel Merritt and J. B. Kaufman. Leonard Maltin commet une erreur en précisant que c'est Des arbres et des fleurs (1932). La différence provient des marguerites beaucoup plus nombreuses et de l'absence de grenouille dans Des arbres et des fleurs.

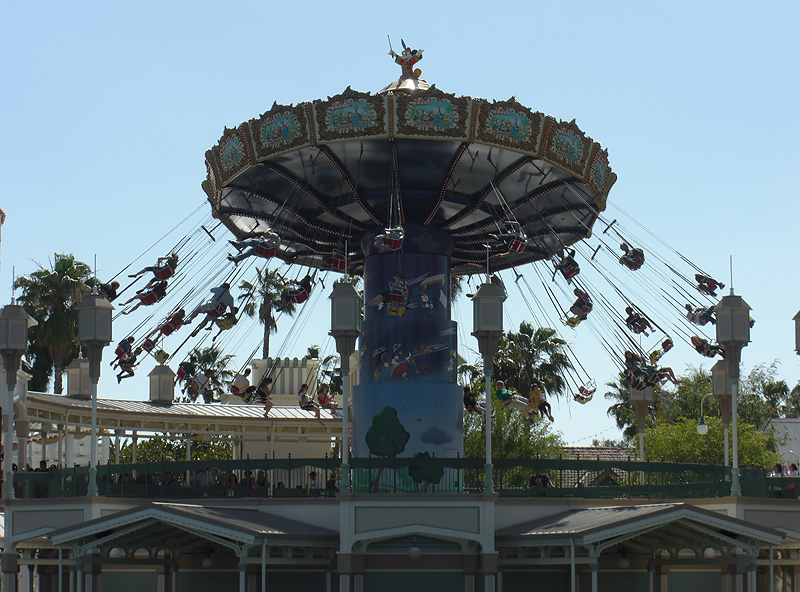
L'attraction Silly Symphony Swings à Disney California Adventure.

Le monde des Silly Symphonies a été peu utilisé pour des produits dérivés, de consommation (Disney Consumer Products) ou des attractions. Toutefois en octobre 2007, Disney a annoncé officiellement un profond remaniement du parc Disney California Adventure. Ce projet comprend, entre autres, le renommage de l'attraction Orange Stinger en The Silly Symphonies Swings avec un changement de thème pour le court métrage La Fanfare, qui est pourtant un Mickey Mouse.
D'un autre côté, la série comporte aussi de nombreuses idées de scénarios pour des courts métrages qui n'ont jamais été entamés ou achevés. Russel Merritt et J. B. Kaufman détaillent brièvement 36 de ses « Symphonies inachevées », dont certains ayant eu plusieurs noms. À ce sujet, la référence pour les productions non terminées de Disney est le livre The Disney That Never Was (1995) de Charles Salomon.
On peut noter une utilisation exceptionnelle. En août 1948, le film Midnight in a Toy Shop (1930) a été vendu sur des bandes 16 mm par la société Hollywood Film Entreprises. C'est le seul court métrage noir et blanc de la série Silly Symphonies à avoir été vendu sous ce format.

### Bandes dessinées
Les Silly Symphonies ont eu leur propre série de planches hebdomadaires, parues dans les quotidiens américains de 1932 à 1945 ainsi qu'en 1950 et 1951. Les principaux auteurs sont Al Taliaferro, Manuel Gonzales et Bob Grant pour le dessin et Bill Walsh et Ted Osborne pour les scénarios.  Comme les autres planches hebdomadaires Disney, elles sont produites dans les Studios Disney et distribuées par King Features Syndicate (KFS). Elles apparaissent en France dans Le Journal de Mickey, par l'intermédiaire d'Opera Mundi, dès 1934, qui possèdent les droits de distribution de KFS pour une bonne partie de l'Europe.
Ces histoires en bandes dessinées débutent avec les aventures à suivre de Bucky Bug. Elles portent alors la mention Silly Symphonies, bien que Bucky ne soit jamais apparu dans un court métrageSelon Alberto Becattini, dans Walt Disney's Comics and Stories 604, le personnage de Bucky serait inspiré de Bugs in Love de 1932. Les textes originaux de ces premières histoires sont en vers, ainsi que les traductions françaises dans Le Journal de Mickey d'avant-guerre. D'après une interview de Floyd Gottfredson, chef du département bandes dessinées du Studio Disney, un grand nombre de dessinateurs ont participé à la création de ces histoires, chacun ayant la possibilité de dessiner les décors, personnages, ou de proposer des idées originales. À titre d'exemple, on dénombre pas moins de trois lettreurs différents durant les premières semaines.
Par la suite, les bandes seront soit de simples adaptations des courts métrages, soit des histoires originales reprenant les personnages des dessins animés. Dans quelques cas, les Silly Symphonies sont une suite de gags (comme la série des Donald Duck en 1937, ou plus tard celle des Panchito Pistoles. Certains personnages ont connu immédiatement un grand succès auprès des lecteurs, c'est le cas notamment de Bucky Bug aux Pays-Bas ou encore Joe Carioca au Brésil, qui est devenu l'un des principaux personnages de l'univers Disney, apparaissant dans des longs métrages et des séries télévisées.
Le personnage d'Elmer a ainsi vécu des aventures supplémentaires du 6 au 27 novembre 1938 dans Timid Elmer, scénario de Merrill De Maris, dessin d'Al Taliaferro. C'est aussi le cas de Hiawatha, le héros de Le Petit Indien (1937) qui aura sa propre série de strips à partir de 1940 et de livres. En août 1980, l'éditeur Abbeville Press publie un album dédié à la série dans sa collection des meilleures histoires de comics Disney ayant une couverture cartonnée blanche,.
En France, des livres illustrés sont publiés par Hachette dans les années 1930. Les textes et illustrations de certains de ces albums sont signés d'auteurs français comme Félix Lorioux ou Magdeleine du Genestoux. Ils sont publiés dans des albums portant la mention Symphonies Folâtres, et produits avec l'accord de Walt Disney, bien que ne faisant pas partie officiellement de la série. Les planches hebdomadaires américaines sont publiées en France dans divers numéros éparses du Journal de Mickey, ainsi que dans un livre d'anthologie édité par Hachette.

### Personnages célèbres
Les plus connus sont associés à deux contes et ont fait l'objet d'au moins deux courts métrages :
- les Trois Petits Cochons avec Nif-Nif, Naf-Naf et Nouf-Nouf et Grand Loup
- Le Lièvre et la Tortue avec Max Hare et Toby Tortoise

On peut aussi noter :
- Elmer l'éléphant, qui est le premier personnage de Disney après ceux de la série Mickey Mouse et les Trois Petits Cochons à avoir été utilisé sur des produits de consommation[47].
- Bucky Bug, une coccinelle, seul personnage des Silly Symphonies apparu uniquement en bandes dessinées.

En parlant de récurrence, John Grant déclare que l'année 1936 est pour Disney celle de la souris : on peut voir cette année-là, en plus des Mickey Mouse dont Le Rival de Mickey marquant l'apparition de Mortimer Mouse, deux Silly Symphonies ayant pour héros des souris : Trois Espiègles Petites Souris et Cousin de campagne.

### Incursion des personnages de l'univers de Mickey Mouse
À l'origine, la série présente des sujets non liés à l'univers de Mickey Mouse. Pourtant, deux des personnages les plus célèbres de Disney vont y faire des apparitions marquantes.
- La première apparition a lieu en 1932 avec Rien qu'un chien. Ce film offre à Pluto son premier rôle sans Mickey Mouse[100].
- C'est dans une Silly Symphony de 1934, Une petite poule avisée, qu'une future star fait ses débuts à l'écran : Donald Duck.

En septembre 1936, Pat Hibulaire joue le rôle d'un capitaine des mousquetaires, le Capitaine Katt dans Trois Espiègles Petites Souris.
En novembre 1936, Papa Pluto présente pour la seconde fois le personnage de Pluto sans Mickey. C'est le seul personnage de l'univers de Mickey Mouse à avoir été présent dans plusieurs Silly Symphonies.
Don Donald, sorti en janvier 1937, devait être aussi une Silly Symphony. Mais Walt Disney ayant autorisé la création de nouvelles séries (autres que les Mickey Mouse et Silly Symphonies), ce film marque la naissance de la série Donald Duck. Pluto acquiert quant à lui sa propre série en novembre 1937, avec Les Quintuplés de Pluto.
Certains des personnages des Silly Symphonies rejoindront, eux, l'univers de Mickey Mouse par l'intermédiaire de courts métrages et des bandes dessinées. C'est le cas des Trois petits cochons et de Grand Loup ; ils font une apparition notable, aux côtés de nombreux autres personnages issus des Silly Simphonies, et de diverses célébrités, telles que Laurel et Hardy, ou Charlie Chaplin, dans L'Équipe de Polo (Mickey's Polo Team) en 1936.

### Des traitements variés
Malgré le fait que la série soit de grande qualité sur plusieurs niveaux, cette qualité n'est pas homogène durant la production de la série. Jean Mitry associe cela à une baisse progressive malgré la persistance de la fonction laboratoire, « tout en reconnaissant que les Sily Symphonies se sont affadies progressivement, c'est encore dans cette série que se font les innovations ».
On peut remarquer qu'en 1932, entre la sortie de The Bird Store le 16 janvier et celle de The Bears and the Bees le 9 juillet, plusieurs mois se sont écoulés. Ce délai est en partie dû au changement de distributeur pour le studio Disney, de Columbia Pictures à RKO Pictures-United Artists.
La production de Le Roi Midas (1935) détonne par le fait que ce court métrage n'a été animé que par deux animateurs, Norman Ferguson et Fred Moore, alors que les Silly Symphonies précédentes et suivantes comptent entre une demi-douzaine et plus d'une vingtaine d'animateurs (parfois répartis en trois équipes).
Le court métrage de Disney qui caractérise le mieux de développement de la « personnalité d'animation » est Les Trois Petits Cochons. Des animateurs de talents ont travaillé dans le domaine qu'ils maitrisaient le mieux pour concevoir des personnages très expressifs : 
- Les scènes clés avec les cochons ont été animées par Fred Moore, connu pour son habileté à dessiner des personnages « mignons »
- les scènes de danse ont été faites par Dick Lundy, spécialisé dans ce genre de scènes
- Norman Ferguson, rodé sur l'animation de Pluto, traita le Grand Méchant Loup, ajoutant les mouvements expressifs des yeux du chien au loup.

Un autre exemple est l'appréciation donnée par Marcia Davenport (en) dans le magazine The Stage (1936) concernant Trois Petits Orphelins (1935) :
« Des pavés ont déjà été écrits sur la profonde psychologie de la personnification, sur les diverses extraordinaires et attirantes qualités des personnages animaliers de Disney. N'importe quel amoureux des chats aura un accès d'émotion à la vue des chatons de Disney jouant du piano ou se cachant sous un meuble.»
John Grant déclare que les courts métrages des Silly Symphonies sont souvent emplis de tendresse et de personnages mignons comme les trois chatons (soutenant l'avis de Maria Daventport) et Elmer l'éléphant. Dans Trois Espiègles Petites Souris (1936), les animateurs de Disney parviennent à faire rire à des gags pourtant éculés, mais jamais à propos du handicap visuel des souris.
Matt Cartmill considère que certaines Silly Symphonies - il cite La Danse macabre, Des arbres et des fleurs et Le Vieux Moulin - possèdent une structure narrative harmonie-chaos-harmonie, durant laquelle « à partir d'une harmonie initiale, le monde évolue dans le chaos et retrouve à la fin son harmonie », à l'instar des séquences Une nuit sur le mont chauve/Ave maria et L'Apprenti Sorcier, dans Fantasia (1940) ou de certains Mickey Mouse, tels La Fanfare ou De l'autre côté du miroir.

### Une série ayant influencé le monde de l'animation
La plupart des studios concurrents de Disney ont été influencés par la série des Silly Symphonies, bien plus que par les séries de Mickey Mouse ou Donald Duck.
En raison du succès des Silly Symphonies, plusieurs studios créent des dessins animés plus aux moins musicaux. Le premier studio est celui de Leon Schlesinger au sein de Warner Bros. avec les Looney Tunes dont le premier court métrage sort en avril 1930. Ce court métrage réalisé par Hugh Harman et Rudolf Ising, des anciens de Disney, met en scène un personnage issu des Alice Comedies, Bosko. En 1931, ce sont eux qui créent une autre série pour Warner, les Merrie Melodies. En 1934, insatisfaits chez Warner, Harman et Ising fondent leur propre studio, signent un contrat avec la Metro-Goldwyn-Mayer et lancent la série Happy Harmonies. L'une des rares séries concurrentes à ne pas être liées à Harman et Ising, est celle du Fleischer Studios, Color Classics lancée en 1934, après la nécessité de ce studio de réduire la production de Betty Boop à cause du Code Hays.
Un premier point de ressemblance est le titre de ces séries concurrentes, eux aussi basés sur la notion de musique et de folie. On retrouve ainsi :
- Looney Tunes de Warner Bros.
- Merrie Melodies de Warner Bros
- Happy Harmonies du Harman-Ising Studio pour Metro-Goldwyn-Mayer
- Color Rhapsodies de Columbia Pictures
- Color Classics de Fleischer Studios
- Swing Symphonies de Walter Lantz Productions

Quatre de ces cinq titres vont jusqu'à reprendre l'utilisation des initiales identiques pour les deux mots du titre (Silly Symphony). De plus, de nombreux animateurs et réalisateurs de ces séries ont fait leurs armes chez Disney. Concernant les imitations, Russel Merritt et J. B. Kaufman énumèrent ainsi que :
- Au pays de la berceuse (1933) avec son décor de nurserie a servi d'inspiration à The Calico Dragon (1935), réalisé par Hugh Harman et Rudolf Ising pour MGM
- Birds in the Spring (1933), imité par The Songs of the Birds (1935) du Fleischer Studios
- Old King Cole (1933), imité par :
  - Mother Goose Land (en) (1933) de Fleischer
  - The Merry Old Soul (1935) de Warner
  - Hey-Hey Fever (1935) de Harman-Ising Studio pour MGM

Les imitations eurent des résultats inégaux, mais le dénouement le plus étrange concerne celles réalisées pour MGM par Hugh Harman et Rudolf Ising. Ces deux animateurs travaillaient pour Disney avant l'incident sur la série d'Oswald. Ils suivirent à l'époque Charles B. Mintz qui continua de produire Oswald tandis que Disney développait Mickey Mouse. En 1937, Disney demanda l'assistance de Harman et Ising en raison de la production très gourmande en animateurs de Blanche-Neige et les Sept Nains. Le studio réalisa alors en sous-traitance le court métrage Les Bébés de l'océan (1938).

## Distinctions
En 1932, l'Académie américaine du cinéma lance une nouvelle catégorie : l'Oscar du meilleur court métrage d'animation. Chaque année jusqu'en 1939, c'est une Silly Symphony qui remporte l'Oscar, à l'exception de Ferdinand le taureau qui n'est pas une Silly Symphony officielle.
Les films récompensés sont :
- 1932 : Des arbres et des fleurs
- 1933 : Les Trois Petits Cochons
- 1934 : Le Lièvre et la Tortue
- 1935 : Trois Petits Orphelins
- 1936 : Cousin de campagne
- 1937 : Le Vieux Moulin
- 1938 : Ferdinand le taureau
- 1939 : Le Vilain Petit Canard